# لوتر رینز
لوتر رینز (انگلیسی: Luther Reigns؛ زادهٔ ۲۲ سپتامبر ۱۹۷۱) کشتی‌گیر کشتی حرفه‌ای و هنرپیشه اهل ایالات متحده آمریکا است.
از فیلم‌ها یا برنامه‌های تلویزیونی که وی در آن نقش داشته‌است می‌توان به دختر همسایه اشاره کرد.